# Pętla (opowiadanie)
Pętla – opowiadanie Marka Hłaski, pochodzące ze zbioru opowiadań Pierwszy krok w chmurach, wydanego w 1956 roku. 
„Pętla” opowiada o przeżyciach alkoholika, próbującego wyjść z nałogu. Opisane są jego rozterki, cierpienia, a przede wszystkim nieudane próby uwolnienia się od alkoholu. Hłasko opisuje tutaj przegranego człowieka, który dochodzi do wniosku, że jedynym dobrym rozwiązaniem jest śmierć.
Na motywach opowiadania powstał film pod tym samym tytułem w reżyserii Wojciecha Jerzego Hasa.